# Wielki Gatsby
Wielki Gatsby (ang. The Great Gatsby) – powieść amerykańskiego pisarza Francisa Scotta Fitzgeralda z 1925 roku.
Historia toczy się na początku lat 20. XX wieku w Nowym Jorku i jego okolicach. Był to okres dobrobytu gospodarczego, prohibicji, rozwoju zorganizowanej przestępczości i upadku moralności.
Książka początkowo nie zyskała popularności. Za życia Fitzgeralda sprzedano nie więcej niż 25 tysięcy egzemplarzy. Zainteresowaniem zaczęła się cieszyć dopiero po ponownym wydaniu w 1953. Obecnie często omawiana jest w amerykańskich liceach.
Wielki Gatsby był ekranizowany pięć razy: w 1926, 1949, 1974, 2000 (film telewizyjny) i 2013.

## Fabuła
Nick Carraway, absolwent Uniwersytetu Yale, który walczył w I wojnie światowej, wraca do domu z zamiarem rozpoczęcia kariery. Zniecierpliwiony przenosi się do Nowego Jorku. Powieść zaczyna się wczesnym latem 1922 w fikcyjnym miasteczku West Egg na Long Island, gdzie Nick wynajmuje mieszkanie. W posiadłości obok mieszka Gatsby. Tom i Daisy Buchananowie mieszkają nad zatoką w bardziej prestiżowej miejscowości, East Egg. Daisy jest kuzynką Nicka, a Tom był w tej samej społeczności na Uniwersytecie Yale. Zapraszają Nicka na obiad do swojej rezydencji, gdzie poznaje on młodą kobietę, Jordan Baker, z którą Daisy chce go umówić na randkę. Podczas obiadu dzwoni telefon i kiedy Tom i Daisy opuszczają pokój, Jordan informuje Nicka, że dzwoniła kochanka Toma z Nowego Jorku.
Myrtle Wilson, kochanka Toma, żyje w części Long Island znanej jako Valley of Ashes, gdzie jej mąż, George Wilson, ma warsztat samochodowy. Na dużym bilbordzie obok widnieje reklama okulisty – duże oczy patrzące przez okulary. Pewnego dnia Tom zabiera Nicka na spotkanie z państwem Wilson. Potem bierze Nicka i Myrtle do Nowego Jorku na przyjęcie w mieszkaniu, które wynajmuje dla niej. Impreza kończy się nieoczekiwanie, gdy Myrtle bezczelnie wykrzykuje imię Daisy, a Tom łamie jej nos, uderzając ją w twarz.
Kilka tygodni później Nick jest zaproszony na jedno z wyszukanych przyjęć Gatsby'ego. Przychodzi z Jordan i zauważa, że wielu gości nie było zaproszonych i, nie znając gospodarza przyjęcia, tworzy plotki o przeszłości Gatsby'ego. Nick spotyka Gatsby'ego, który nie pije alkoholu i nie uczestniczy w przyjęciu. W drodze do Nowego Jorku na lunch z Nickiem, Gatsby mówi mu, że pochodzi z bogatej rodziny z San Francisco i jest absolwentem Uniwersytetu Oksfordzkiego. Podczas lunchu Gatsby zapoznaje Nicka ze swoim współpracownikiem, Meyerem Wolfsheimem. Nick jest zdumiony i lekko zaniepokojony. Tego samego popołudnia dowiaduje się, że Gatsby chce, aby Nick zaaranżował spotkanie między nim a Daisy. Gatsby i Daisy byli parą pięć lat wcześniej, ale Gatsby nie miał wtedy pieniędzy. Potem został wysłany przez armię za granicę. Daisy, nie chcąc dłużej czekać na niego, wyszła za Toma. Po wojnie Gatsby starał się odzyskać Daisy: kupił dom w West Egg i urządzał wystawne przyjęcia, mając nadzieję, że pojawi się ona na jednym z nich. Jego dom leży dokładnie naprzeciwko jej domu – po drugiej stronie zatoki, przy której mieszkają.
Gatsby i Daisy spotykają się pierwszy raz od 5 lat; Gatsby próbuje zaimponować jej swoją posiadłością i bogactwem. Daisy jest przepełniona emocjami i ich znajomość zaczyna się na nowo. Razem z Tomem idą na jedno z przyjęć Gatsby'ego, które jej się nie podoba. Gatsby spostrzega, że ich związek nie jest taki, jak pięć lat temu. Tom, Daisy, Gatsby, Nick i Jordan zbierają się razem w domu Daisy. Postanawiają pojechać do miasta, żeby uciec od gorąca. Tom, Jordan i Nick biorą samochód Gatsby'ego. Daisy i Gatsby idą do samochodu Toma, niebieskiego coupé. W drodze do miasta Tom zatrzymuje się przy garażu Wilsona, żeby zatankować. Wilson jest zrozpaczony i chory, mówi, że jego żona ma romans, chociaż on nie wie z kim. Tom czuje, że Myrtle podpatruje ich z okna.
Bohaterowie zmierzają do hotelu, gdzie Tom wypytuje Gatsby'ego o jego związek z Daisy. Gatsby domaga się, żeby Daisy opuściła Toma i powiedziała, że nigdy go nie kochała. Daisy nie chce tego zrobić, mówiąc, że kiedyś kochała Toma, co szokuje Gatsby'ego. Tom oskarża Gatsby'ego o przemyt alkoholu i inne nielegalne działania i Daisy błaga, aby wrócili do domu. Gatsby i Daisy wracają razem jego samochodem, a za nimi jedzie reszta osób w samochodzie Toma. Gdy mijają garaż Wilsona, Myrtle wybiega na ulicę, sądząc, że to Tom jedzie w swoim samochodzie. Zostaje potrącona i umiera na miejscu. Gatsby potem mówi Nickowi, że prowadziła Daisy, ale on weźmie winę na siebie. Kiedy Tom dociera do garażu Wilsona, jest przerażony śmiercią Myrtle. Uważa, że Gatsby zabił ją w drodze do domu w rozpaczy. Będąc w domu, Tom i Daisy starają się pogodzić z sytuacją. Po bezsennej nocy Nick idzie do domu Gatsby'ego, gdzie Gatsby zastanawia się nad swoją niepewną przyszłością z Daisy.
Wilson nie może zaznać spokoju, przekonany, że śmierć Myrtle nie była przypadkowa. Wypytuje na mieście o właściciela samochodu. Następnie przedostaje się do rezydencji Gatsby'ego i zabija go. Potem popełnia samobójstwo. Nick ma problemy z organizacją pogrzebu Gatsby'ego, widząc, że mimo wystawnego życia, jakie wiódł, mało osób jest zainteresowanych pożegnaniem go. Daisy nie może przyjechać, będąc na wakacjach z Tomem. W końcu tylko Nick, kilku służących i pan Gatz – ojciec Gatsby'ego – są obecni na pogrzebie. Pan Gatz dumnie opowiada Nickowi o swoim synu, który urodził się w ubogiej rodzinie w Dakocie Północnej jako James Gatz i pracował niestrudzenie nad sobą. Nick postanawia wrócić na zachód i zerwać znajomość z Jordan Baker. Po tym, jak Tom ujawnia, że powiedział Wilsonowi, że żółty samochód był Gatsby'ego, Nick traci szacunek do Buchananów. Podaje Tomowi dłoń ostatni raz i udaje się w swoją stronę.

## Adaptacje
1. Wielki Gatsby − film Herberta Brenona z 1926 (w roli głównej Warner Baxter)
2. Wielki Gatsby − film Elliotta Nugenta z 1949 (w roli głównej Alan Ladd)
3. Wielki Gatsby − film Jacka Claytona z 1974 (w roli głównej Robert Redford)
4. Wielki Gatsby − film telewizyjny Roberta Markowitza z 2000 (w roli głównej Toby Stephens)
5. Wielki Gatsby − film Baza Luhrmanna z 2013 (w roli głównej Leonardo DiCaprio)